# Werlhof (Adelsgeschlecht)

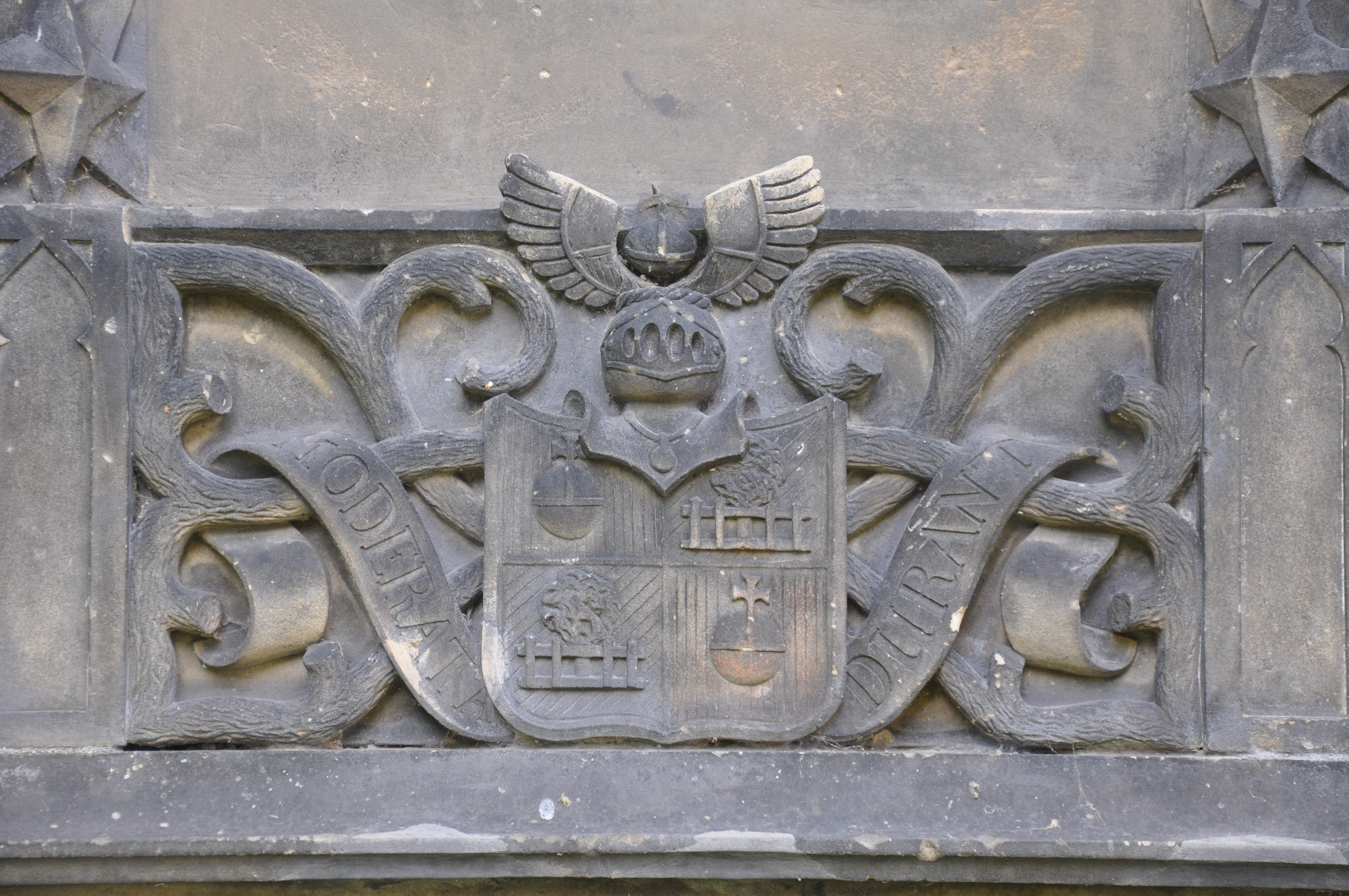
Wappen der Familie von Werlhof auf einem Grabmal auf dem Gartenfriedhof in Hannover

Werlhof ist der Name eines briefadeligen niedersächsischen Adelsgeschlechts.

## Geschichte
Die Familie stammte ursprünglich aus Westfalen, der Familiengeschichte nach aus Werl. Im frühen 17. Jahrhundert kam Hermann Werlhof nach Lübeck und im Tuchhandel zu Wohlstand. Er starb 1640 und wurde in der Marienkirche begraben, deren Vorsteher er war und wo ein doppelarmiger Messing-Leuchter an der Westseite des fünften südlichen Chorpfeilers an ihn erinnerte. Sein Enkel ging schon früh an die Universität Helmstedt, und seither wurde Niedersachsen der Lebensmittelpunkt der Familie. Gottfried Werlhof (1744–1832), Vizepräsident des Oberappellationsgerichts Celle, wurde mit Diplom vom 18. März 1776 in den Reichsadelsstand erhoben und erhielt am 2. April 1813 die Adelsbestätigung im Königreich Westphalen. Die Familie stieg im Kurfürstentum und späteren Königreich Hannover zu den ersten Beamtenfamilien auf.

### Besitzungen
- Vethem, landtagsfähig im Fürstentum Lüneburg, ab 1857[2]

## Wappen

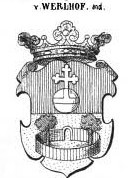
Wappen-Variante

Das Wappen ist geviert: es zeigt im ersten und vierten roten Feld einen silbernen Reichsapfel; im zweiten und dritten Feld in Silber ein braunes Geländer, hinter dem ein grün beblätterter Baum zu sehen ist. Die Helmzier ist ein Flug von silber und rot über Eck geteilt, dazwischen der Reichsapfel. Die Helmdecken sind silbern und rot.
Eine ältere Variante des Wappens (von Johann Werlhof) ist geteilt und zeigt im oberen roten Feld den silbernen Reichsapfel, im unteren goldenen Feld einen kreisförmigen Zaun mit Pforte, innerhalb dessen zwei natürliche Bäume.

## Bekannte Familienangehörige

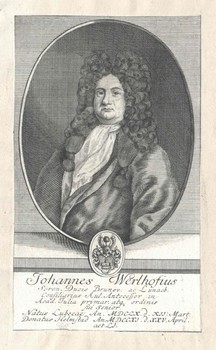
Johann Werlhof
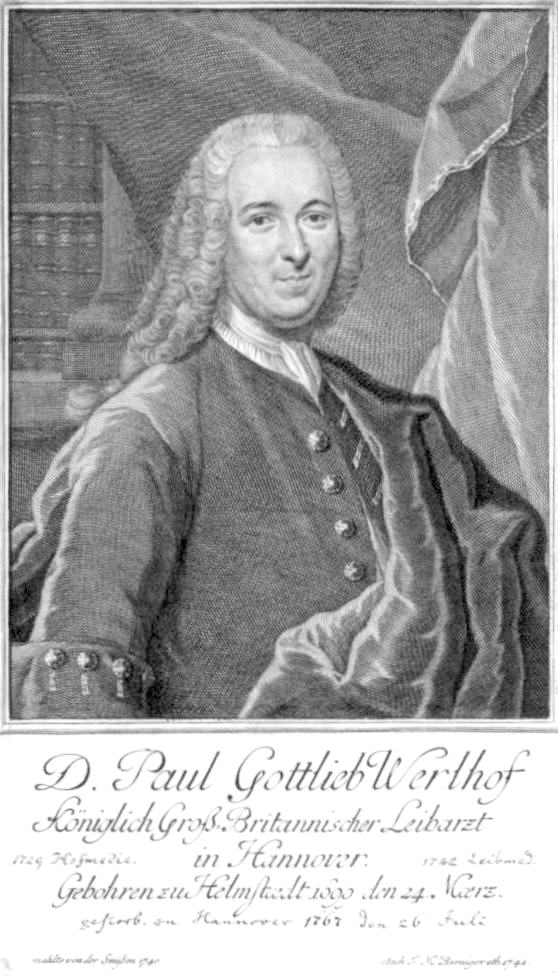
Paul Gottlieb Werlhof, Kupferstich nach einem Gemälde von Dominicus van der Smissen, 1740

- Johann Werlhof († 1667), universitär gebildeter Tuchhändler und Kaufmann in Lübeck[4] ⚭ Dorothea Elisabeth Meibom, Tochter des Mediziners Johann Heinrich Meibom
  - Johann Werlhof (1660–1711), Rechtswissenschaftler und Professor an der Universität Helmstedt ⚭ Maria Dorothea Heigel, Tochter des Mathematikers Paul Heigel
    - Paul Gottlieb Werlhof (1699–1767), Arzt und Dichter ⚭ 1743 in beider zweiter Ehe Sarah Elisabeth Hartmann geb. Scriver, Witwe des Kieler Professors der Rechte Johann Zacharias Hartmann (1695–1742) und Tochter des Etatsrats Scriver
      - Gottfried von Werlhof (1744–1832), Vizepräsident des Oberappellationsgerichts Celle, 1776 nobilitiert
        - Gottlieb von Werlhof (1772–1842), hannoverscher Kanzleidirektor in Göttingen (er erwarb 1820 das Michaelishaus (Göttingen))
          - August von Werlhof (1809–1895), Richter
            - Gustav von Werlhof (1843–1908), sächsischer Generalmajor
            - Ernst von Werlhof (1853–1921), sächsischer Generalmajor
            - Anna von Werlhof (1857–1932) ⚭ Louis von Kamphövener (1843–1927), Generalleutnant

        - Ernst August von Werlhof (1778–1857), Jurist und Mitglied des Staatsrats des Königreichs Hannover
        - Theodor Heinrich von Werlhof (1791–1854), hannoverscher Regierungsrat

.
- Claudia von Werlhof (* 1943), Professorin für Frauenforschung am Institut für Politikwissenschaft der Universität Innsbruck